# Ава (фільм)
«Ава» (фр. Ava) — французький драматичний фільм 2017 року, повнометражний режисерський дебют Леи Місіус. Стрічка брала участь в секції Міжнародний тиждень критиків на 70-му Каннському міжнародному кінофестивалі (2017) та отримала кілька нагород .

## Сюжет
Тринадцятирічна Ава збирається провести літо на Атлантичному узбережжі, коли дізнається, що втратить зір набагато раніше, ніж очікувалося. Мати дівчини хоче, щоб це літо стало найкращим для Ави. Вона вирішує поводити себе так, як якщо би все було нормально. Сама Ава намагається протистояти біді по-своєму і краде велику чорну собаку, яка, як виявилося, належить вельми проблемному молодому хлопцю.

## У ролях
| • Ноі Абіта   | … | Ава      |
| • Лоре Келамі | … | Мод      |
| • Хуан Кано   | … | Хуан     |
| • Тамара Кано | … | Джессіка |

## Знімальна група
- Автор сценарію — Леа Місіус
- Режисер-постановник — Леа Місіус
- Оператор — Поль Гійом
- Композитор — Флоренсія Ді Консіліо
- Монтаж — П'єр Дешам
- Художник-постановник — Естер Місіус
- Художник по костюмах — Еліза Інґрассіа
- Підбір акторів — Франсуа Гіньяр

## Нагороди та номінації
| Список нагород та номінацій              | Список нагород та номінацій | Список нагород та номінацій         | Список нагород та номінацій | Список нагород та номінацій | Список нагород та номінацій |
| Кінопремія                               | Дата церемонії              | Категорія                           | Номінант(и)                 | Результат                   | Дж                          |
| ---------------------------------------- | --------------------------- | ----------------------------------- | --------------------------- | --------------------------- | --------------------------- |
| Каннський міжнародний кінофестиваль      | 17-28.05.2017               | Золота камера                       | Ава                         | Номінація                   |                             |
| Каннський міжнародний кінофестиваль      | 17-28.05.2017               | Премія SACD (Двотижневик режисерів) | Ава                         | Перемога                    | [ 2 ]                       |
| Каннський міжнародний кінофестиваль      | 17-28.05.2017               | Гран-прі журі «Пальмовий пес»       | Лупо                        | Перемога                    | [ 4 ] [ 5 ]                 |
| Стокгольмський міжнародний кінофестиваль | 2017                        | Найкращий оператор                  | Поль Гійом                  | Перемога                    | [ 6 ]                       |
| Премія «Сезар»                           | 2.03.2018                   | Найкраща акторка другого плану      | Лоре Келамі                 | Номінація                   | [ 7 ]                       |